# Schloss Niederschwedeldorf

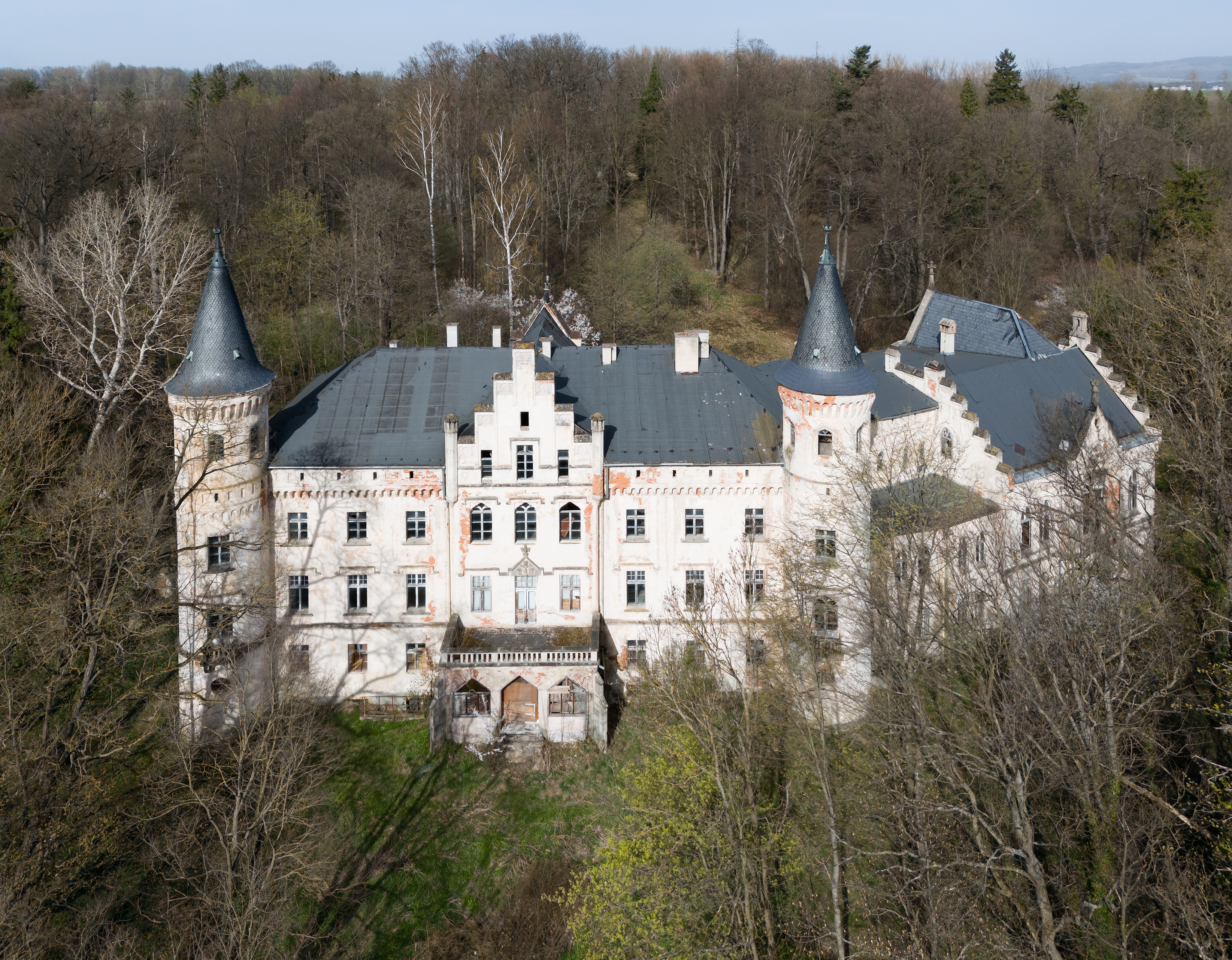
Schloss Niederschwedeldorf

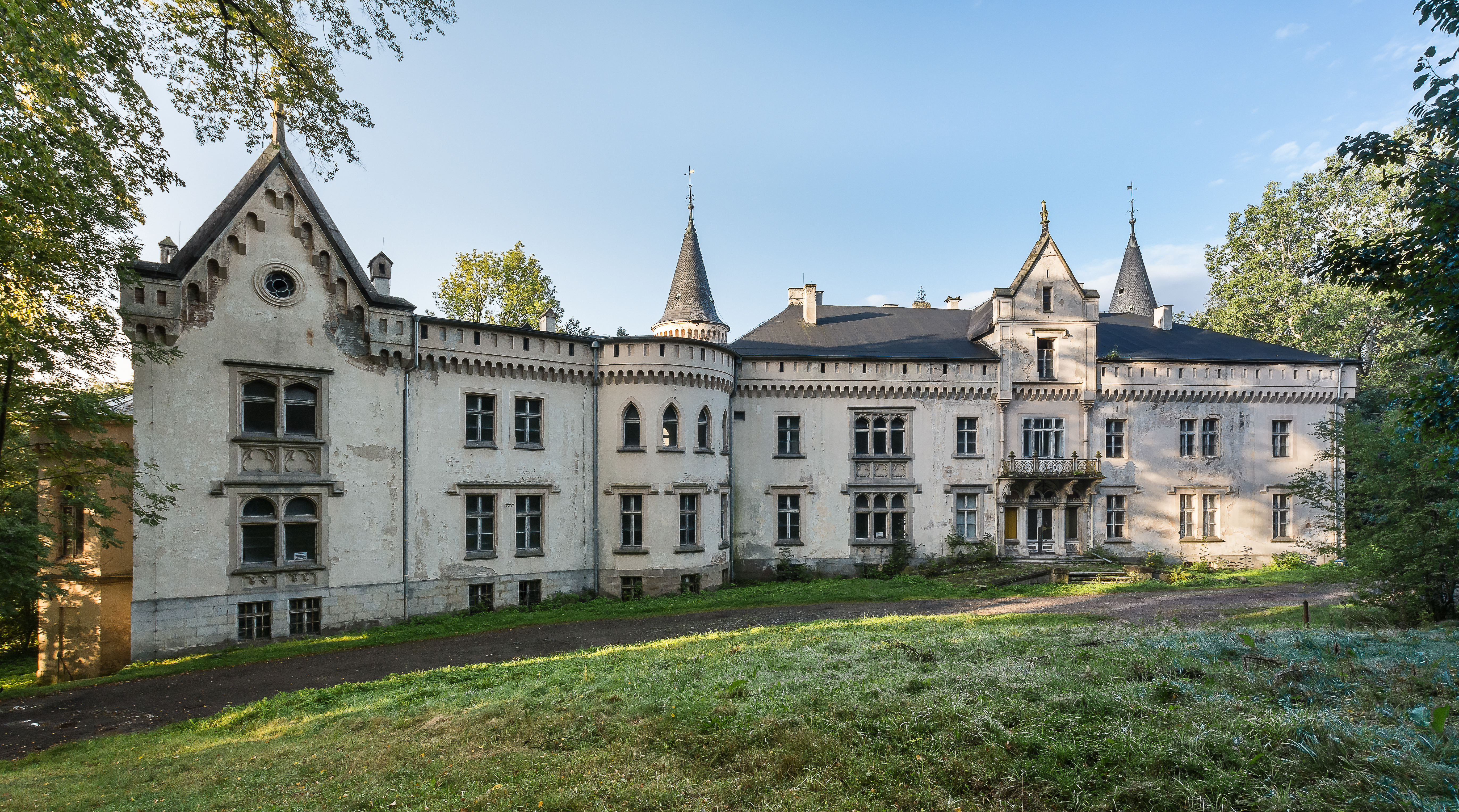
Schloss Niederschwedeldorf

Das Schloss Niederschwedeldorf (polnisch Pałac w Szalejowie Dolnym) befindet sich in Szalejów Dolny (Niederschwedeldorf) im Powiat Kłodzki (Kreis Glatz) in der Woiwodschaft Niederschlesien in Polen. Historisch gehörte Niederschwedeldorf zur ehemaligen Grafschaft Glatz.

## Geschichte
Das Schloss geht auf einen Wirtschaftshof zurück, der in der ersten Hälfte des 14. Jahrhunderts dem Adelsgeschlecht Glaubitz gehörte. Vor 1350 wurde das Gut Niederschwedeldorf vom ersten Prager Erzbischof Ernst von Pardubitz und dessen Brüdern Smil und Wilhelm erworben, die es im selben Jahr dem von Ernst von Pardubitz 1349 gegründeten Augustiner-Chorherrenstift Glatz zu dessen wirtschaftlicher Ausstattung schenkten. Während der Hussitenkriege wurde das Gut Niederschwedeldorf in der Schlacht bei Altwilmsdorf zerstört und um die Mitte des 15. Jahrhunderts durch das Augustinerstift wieder aufgebaut. 
1597 übergab Papst Clemens VIII. das Augustinerstift mit allen Besitzungen dem Jesuitenkolleg Glatz. Wegen der Reformation mussten die Jesuiten zu Beginn des Dreißigjährigen Kriegs Glatz verlassen. Nach der Rückkehr 1624 wurden ihnen 1626 sämtliche Dörfer und Güter des vormaligen Augustinerstifts, das 1622 nach der Schlacht am Weißen Berg zerstört worden war, wieder übertragen. 1624 errichteten sie ein Gutshaus in Niederschwedeldorf.
1742 und endgültig 1763 fiel das Gut Niederschwedeldorf zusammen mit der Grafschaft Glatz an Preußen. Der Gutshof wurde zusammen mit Niederschwedeldorf dem preußischen Staatsminister Friedrich Wilhelm von Reden verkauft. Nach dessen Tod 1815 erbte das Schloss seine Schwester Wilhelmine, die mit Otto Friedrich Julius von Münchhausen (1754–1828), dem Erben des Freihofs in Stolzenau an der Weser, verheiratet war.
Das heutige Schloss wurde von 1840 bis 1844 von Ernst Freiherr von Münchhausen (1793–1865) nach Entwurf des Kamenzer Hofbaumeisters Ferdinand Martius errichtet. Ab 1872 wurde ein weiterer Schlossflügel angebaut, und das Hauptgebäude erhielt einen neugotischen Mittelrisalit sowie die Türme mit den charakteristischen Spitzhelmen.
Nach dem Übergang Schlesiens nach dem Zweiten Weltkrieg 1945 an Polen, wurde im unbeschädigten Schloss die Verwaltung einer kommunistischen Landwirtschaftlichen Produktionsgenossenschaft untergebracht. Restaurierungen 1970 und 1985 führten zur Erhaltung zahlreicher Ausstattungsgegenstände im Inneren des Schlosses, etwa der Holzvertäfelung des Speisesaals und eines Kamins von 1574.
Heute ist das Schloss in privatem Besitz. Aus dem umgebenden Landschaftspark bieten sich schöne Aussichten in das Tal der Reinerzer Weistritz (Bystrzyca Dusznicka). Ein Pfad führt zum neogotischen Mausoleum der Freiherren von Münchhausen.